# ウスマーン・アリー・ハーン
ウスマーン・アリー・ハーン（（ウルドゥー語: آصف جاہ ہفتم, テルグ語：మీర్ ఉస్మాన్ అలీ ఖాన్, Osman Ali Khan, 1886年4月8日 - 1967年2月24日）は、インドのデカン地方、ニザーム藩王国の第10代（最後）の君主（ニザーム、在位：1911年 - 1948年）。アーサフ・ジャー7世（Asaf Jah VII）とも呼ばれる。

## 生涯

### 幼少期・青年期
1886年4月8日、ニザーム藩王国の藩王マフブーブ・アリー・ハーンの息子として生まれた。
ウスマーン・アリー・ハーンは生まれながらに藩王国の相続を約束されていたために、大変な期待をうけ、特に手厚く養育された。著名な学者達が、彼に英語、ウルドゥー語、ペルシア語を教授した。彼自身もよく学び、ウルドゥー語やペルシア語で詩文を書くほどに上達した。
1906年4月14日、21歳の時に藩王国の貴族の娘ドゥルハーン・パシャ・ベーグムと結婚した。

### 即位とその治世
1911年8月29日、父である藩王マフブーブ・アリー・ハーンの死により、藩王位を継承し、9月18日に戴冠した。
ウスマーン・アリー・ハーンは藩王国を世界の最先端都市と匹敵するものに発展させることを心に決めていた。彼はこう宣言している。
| 「 | 「我が臣民と我が藩王国に最善となる事を、余は力の限り執り行う」 | 」 |

その治世中にハイダラーバードは、行政機構の整備、天然資源の開発、伝統文化研究機関の設立、市民の生活水準の向上といった政策を積極的に推し進めた。
1914年に勃発した第一次世界大戦では、同年に大英帝国支援のためハイダラーバード（ニザーム）藩王国軍騎兵隊をエジプトに派遣した。自らも同地に赴き、第20デカン騎兵隊の名誉大佐として、終戦まで同地に留まった。
また、1939年の第二次世界大戦においても、イギリスの要請により、軍隊と2500万ポンドを供出している。

### 単独での独立

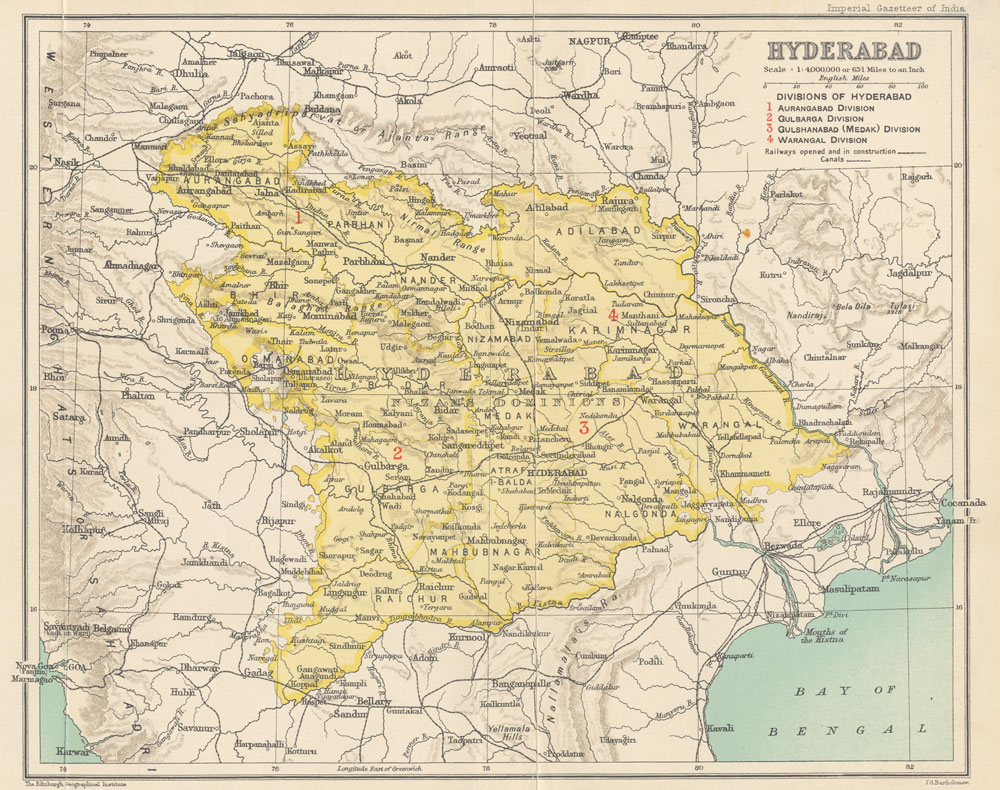
ニザーム藩王国の版図（1909年）

第二次世界大戦の終了に伴いイギリスは、1947年8月15日にインドから撤退することを決め、植民地支配からインドは独立を勝ち取った。
8月15日のインド・パキスタン分離独立までに、ウスマーン・アリー・ハーンはニザーム藩王国の帰属に際し、ジャンムー・カシミール藩王国、ジュナーガド藩王国とともに最後まで態度を決めかねていた。イギリス統治下のインド最大の藩王国であったニザーム藩王国の帰属は世界が注目するところにあった。
ウスマーン・アリー・ハーンは当初はパキスタンへの帰属を望んだが、領土にはヒンドゥー教徒が多いうえに内陸の飛び地となるため、イギリスからはインドとパキスタンどちらにも属さない形で単独での独立を宣言した。藩王国が軍事保護条約で従属していたのは、形の上ではイギリスとであったため、イギリスが独立に際してこれらの条約を放棄したことにより、藩王国は単独で独立できるはずであった。

### インド政府との対立
インド政府はパキスタンと国境を接するジャンムー・カシミール藩王国の確保を優先させたため、同年11月にニザーム藩王国ととりあえず「現状維持」の暫定協定を結んだ。だが、インド政府はハイダラーバードが「中パキスタン」として、西パキスタンと東パキスタンとの間にと成立してしまうことを懸念していたため、両国の対立は続くこととなった。
1948年1月、ウスマーン・アリー・ハーンがパキスタンへ2億ルピーの借款を提供することを発表し、インド政府がかねてから懸念していたような事態となった。当時、インドとパキスタンの間ではジャンムー・カシミール藩王国の旧領をめぐり、第一次印パ戦争が勃発しており、これは戦争中の相手に事実上の軍資金を提供するする行為だとしてインド側を激怒させた。
さらに、ニザーム藩王国がアメリカUP通信の送受信所設置を認めたことや、海への出口を求めてポルトガルの支配下であったゴア港を購入しようとして、事実上の独立国であるかのように振る舞い始めた。これらの同国の行為ににより、両国の対立は加速度的に悪くなっていった。
両国の対立の表面化はこれだけではなかった。インド側はこれととともに、インドの法定通貨であるインド・ルピーの使用をニザーム藩王国が拒否していること、ハイダラーバード産の貴金属のインドへ輸出を禁止したことなどを協定違反だと非難した。ハイダラーバード側もその一方で、インドが武器や弾薬のハイダラーバードへの輸出の禁止や、空輸を妨害したこと、ハイダラーバードがインド国内で持っている証券などの資産凍結などは協定違反だと非難して応酬した。 
同年5月以降より、インド政府はこれらの一連の対立を打開するため、ニザーム藩王国に対して経済封鎖を実施して圧力をかけ始めた。これに対して、沿岸部に領土をもたない内陸国のハイダラーバードは経済は悲鳴を上げ、8月には国連へ代表団を派遣し、この措置がインドによる「暴力的脅迫と侵略の脅威、不具化をもたらす経済的封鎖」だとして安保理に提訴した。ハイダラーバードが最大の頼みとしたイギリスは、ウィンストン・チャーチル首相ら保守党がハイダラーバードに対して同情的ではあったものの、インド独立を許した労働党政権は黙殺せざる得なかった。 

### インド政府による併合とニザーム藩王国の滅亡

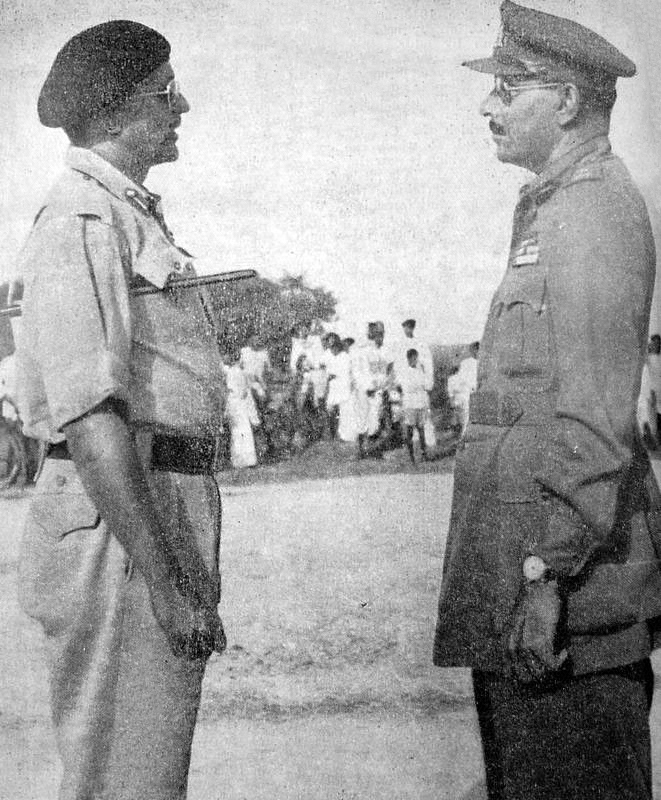
インド軍に降伏を申し入れたハイダラーバード軍の司令官（右）

インド政府はパキスタンとのカシミールにおける戦闘がひとまず一段落したところで、ハイダラーバード藩王国の処分を決定し、同年9月12日にインド政府はイスラーム義勇兵（ラザカール）の解散と、首都と川を挟んだ対岸のシカンダラーバードにインド軍を進駐させることを要求した。
ハイダラーバードはこの要求を拒否する一方で、国連安保理へ「インド政府から侵入意図を公式に通告された」と電報を打ち、安保理の議題にできるだけ早く取り上げてもらうことを求めた。だが、インドは翌13日にハイダラーバード領に軍事侵攻を開始した。
9月16日に安保理がハイダラーバード問題を議題として取り上げることを決めたものの、インド軍の侵攻に間に合わず、翌17日には藩王ウスマーン・アリー・ハーンと軍隊が降伏した。
ここに、1724年に始祖アーサフ・ジャー1世が創始して以来、224年続いたアーサフ・ジャーヒー朝は滅亡した。

### 年金生活者として

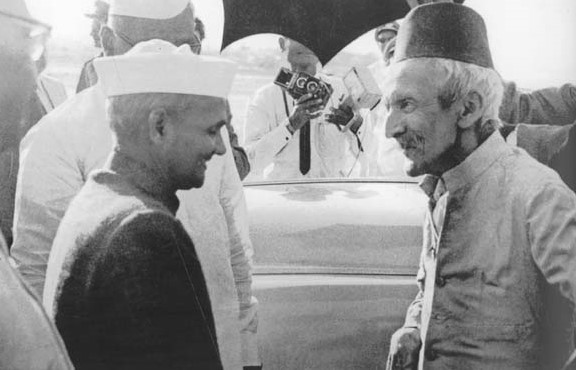
インドの首相ラール・バハードゥル・シャーストリとの対面

藩王ウスマーン・アリー・ハーンはハイダラーバードが占領された現実とインド政府の説得に応じて、国連安保理への提訴を取り下げることにし、翌1949年11月24日にはインドへの併合を受け入れた。その後、彼はインド政府からの年金受給者として、ハイダラーバードの宮殿で余生を送ることとなった。

### 死去
1967年2月24日、ウスマーン・アリー・ハーンは79歳で死去した。その葬儀はインドで最も盛大とされる葬儀であったという。
政府は、その埋葬の2日目である1967 年2月25日に「国の追悼」を宣言した。国旗は、敬意の印として、州全体のすべての政府の建物に半旗で掲げられた。。

## 人物

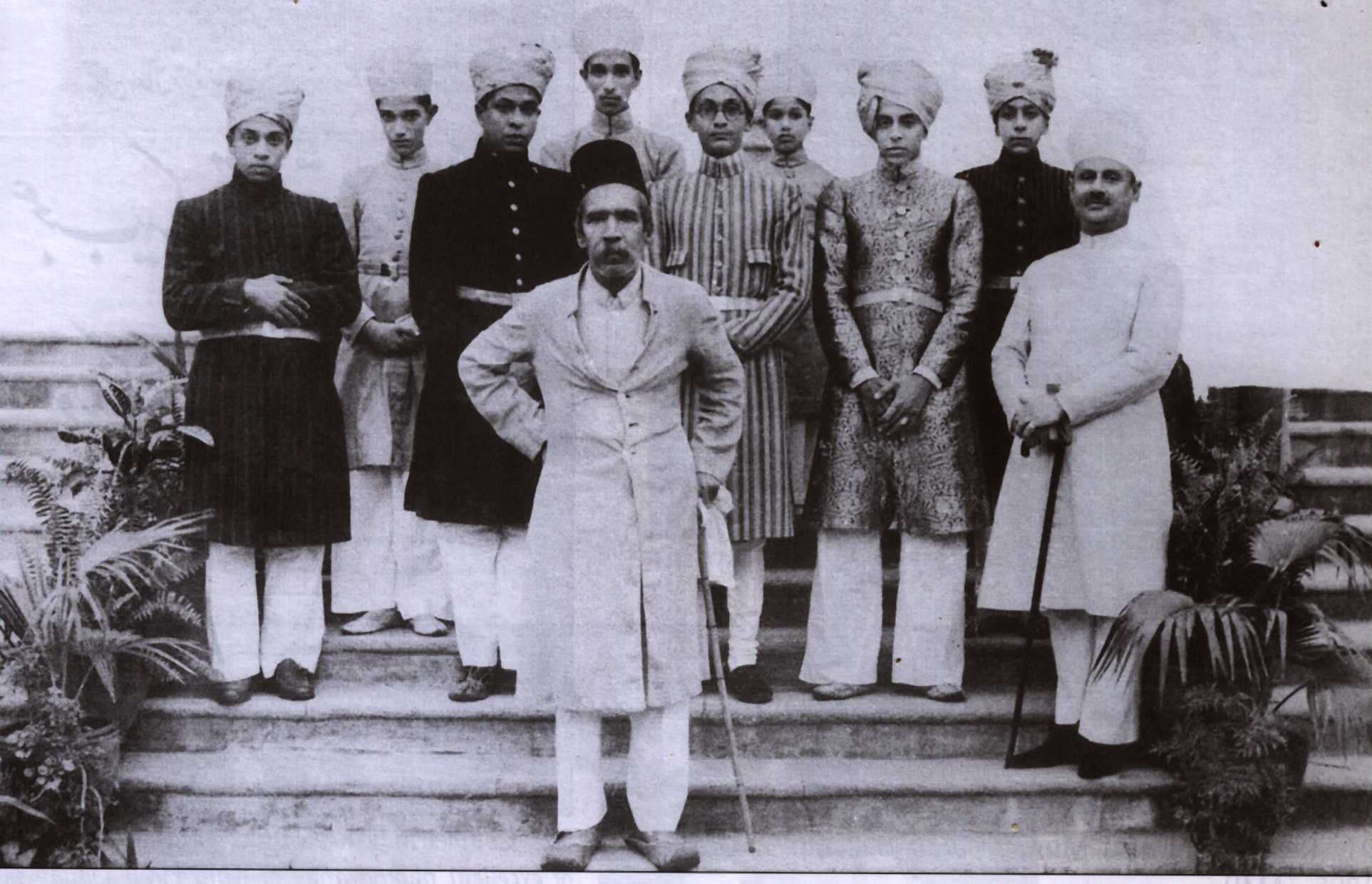
ウスマーン・アリー・ハーンとその家族

最後の藩王であるウスマーン・アリー・ハーンは「世界最大の資産家」と言われ、独立時のインドの国家歳入が10億ドルだったのに対し、彼は20億ドルの資産を擁していた。また、彼は21人の妃と42人の側室、28人の息子と44人の娘をといった大家族を持つ一方で、世界最大級のダイヤモンドを文鎮がわりに使っていたといわれている。
だが、ウスマーン・アリー・ハーンの財産はその死までに10億ドルに半減していたといえど、その莫大な遺産相続をめぐり、親族間による法廷紛争は熾烈を極めた。